# 대한민국의 국보 (2020년대)

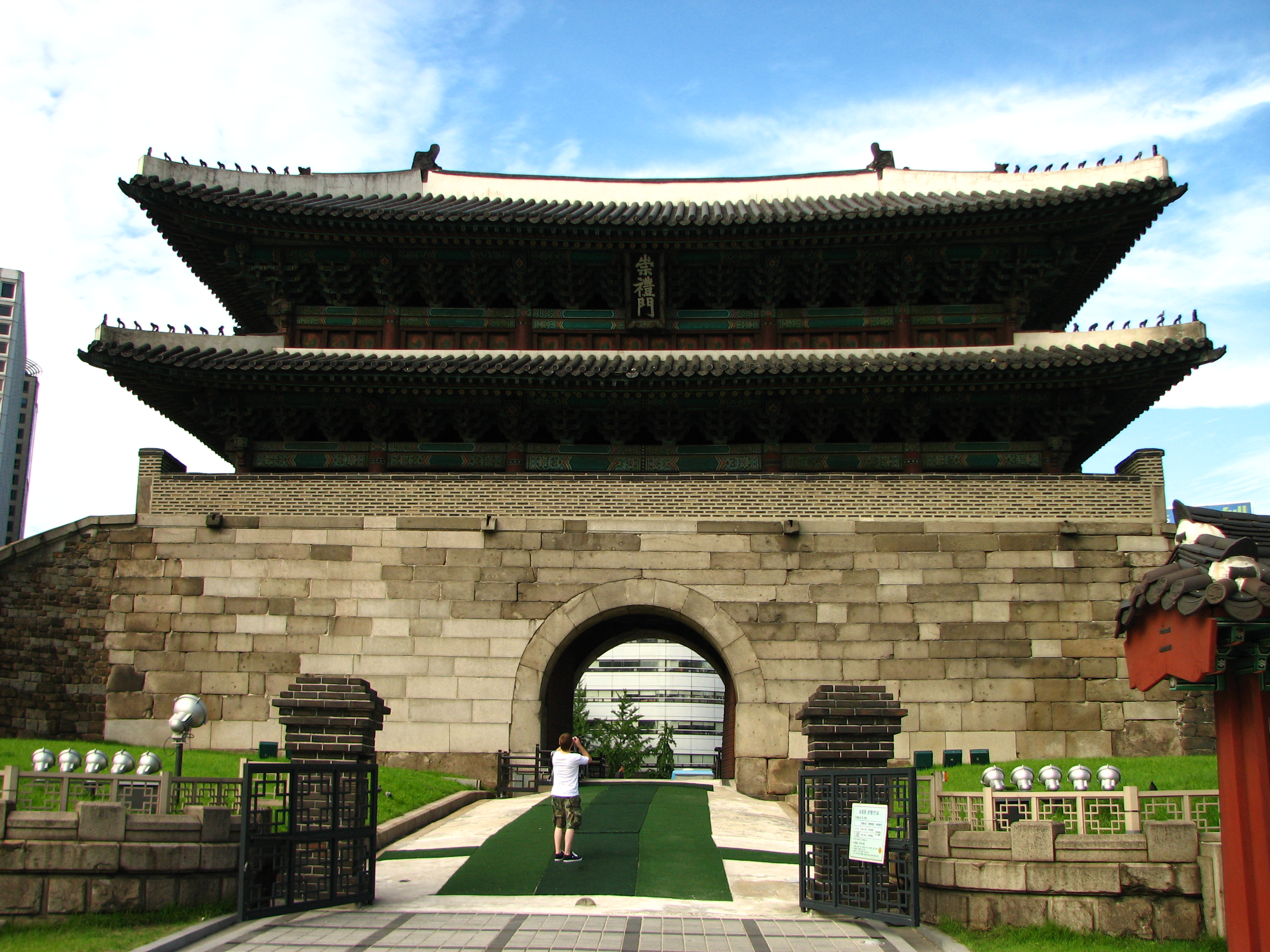
서울 숭례문(국보 제1호)

대한민국의 국보(大韓民國 國寶)는 대한민국에서, 건축물이나 유물 등의 유형 국가유산 가운데에 중요한 가치를 가져 보물로 지정될 만한 국가유산 가운데에서 인류문화적으로 가치가 크고 유례가 드문 것, 독특하고 희귀한 것 등으로 인정되어 따로 지정된 문화유산을 말한다.

## 지정 목록 (2020년대)
2021년부터 문화재 일련번호가 폐지됨에 따라, 국보 제336호가 마지막 일련번호가 되었다.
| 번호  | 사진                                                                      | 명칭                                                                    | 소재지                                            | 관리자 (단체)         | 지정일                | 참조 |
| 329호 |                                                                           | 공주 충청감영 측우기 (公州 忠淸監營 測雨器)                             | 서울 동작구 여의대방로 16길, 기상청               | 국유 (기상청)         | 2020년 2월 27일 지정  |      |
| 330호 |                                                                           | 대구 경상감영 측우대 (大邱 慶尙監營 測雨臺)                             | 서울 동작구 여의대방로 16길, 기상청               | 국유 (기상청)         | 2020년 2월 27일 지정  |      |
| 331호 |                                                                           | 창덕궁 이문원 측우대 (昌德宮 摛文院 測雨臺)                             | 서울 종로구 효자로 12, 국립고궁박물관             | 국유 (국립고궁박물관) | 2020년 2월 27일 지정  |      |
| 332호 |                                                                           | 정선 정암사 수마노탑 (旌善 淨岩寺 水瑪瑙塔)                             | 강원도 정선군 함백산로 1410                       | 정암사                | 2020년 6월 25일 지정  |      |
| 333호 |                                                                           | 합천 해인사 건칠희랑대사좌상 (陜川 海印寺 乾漆希朗大師坐像)             | 경남 합천군 가야면 해인사길 122, (치인리, 해인사) | 해인사                | 2020년 10월 21일 지정 |      |
| 334호 |                                                                           | 기사계첩 및 함 (耆社契帖및 函)                                          | 충청남도 아산시                                   | 홍***                 | 2020년 12월 22일 지정 |      |
| 335호 |                                                                           | 이십공신회맹축-보사공신녹훈후 (二十功臣會盟軸-保社功臣錄勳後)           | 경기도 성남시                                     | 한***                 | 2021년 2월 17일 지정  |      |
| 336호 |                                                                           | 구례 화엄사 목조비로자나삼신불좌상 (求禮 華嚴寺 木造毘盧遮那三身佛坐像) | 전라남도 구례군                                   | 대＊＊＊              | 2021년 6월 23일 지정  |      |
| -     |                                                                           | 청양 장곡사 금동약사여래좌상 및 복장유물                                | 충청남도 청양군                                   | 대한불교조계종 장곡사 | 2022년 6월 23일 지정  |      |
| -     |                                                                           | 합천 해인사 법보전 목조비로자나불좌상 및 복장유물                       | 경상남도 합천군                                   | 대한불교조계종 해인사 | 2022년 10월 26일 지정 |      |
| -     |                                                                           | 합천 해인사 대적광전 목조비로자나불좌상 및 복장유물                     | 경상남도 합천군                                   | 대한불교조계종 해인사 | 2022년 10월 26일 지정 |      |
| -     |                                                                           | 익산 미륵사지 서탑 출토 사리장엄구                                      | 전북특별자치도 익산시                             | 국유                  | 2022년 12월 27일 지정 |      |
| -     |                                                                           | 이순신 장검                                                             | 충청남도 아산시                                   | 최＊＊＊              | 2023년 8월 24일 지정  |      |
| -     | Naesosa Goryeo Bronze Bell 13-04447 - Buan-gun, Jeollabuk-do, South Korea | 부안 내소사 동종                                                        | 전북특별자치도 부안군                             | 대한불교조계종 내소사 | 2023년 12월 26일 지정 |      |
| -     | 삼척 죽서루와 오십천- 강원도청                                            | 삼척 죽서루                                                             | 강원특별자치도 삼척시                             | 국유                  | 2023년 12월 28일 지정 |      |
| -     | Yeongnamru Miryang Gyeongsangnamdo                                        | 밀양 영남루                                                             | 경상남도 밀양시                                   | 국유                  | 2023년 12월 28일 지정 |      |
| -     |                                                                           | 순천 송광사 영산회상도 및 팔상도                                        | 전라남도 순천시                                   | 대한불교조계종 송광사 | 2024년 5월 27일 지정  |      |

## 같이 보기
- 한국의 선사 시대
- 한국의 역사
- 한국의 문화
- 조선민주주의인민공화국의 국보